# Coedo (El Barco de Valdeorras)
Coedo (llamada oficialmente Santo Antonio de Coedo) es una parroquia y un lugar español del municipio de El Barco de Valdeorras, en la provincia de Orense, Galicia.

## Toponimia
La parroquia también es conocida por el nombre de San Antonio de Coedo.

## Organización territorial
La parroquia está formada por una entidad de población:
- Coedo

## Demografía
Gráfica demográfica del lugar y parroquia de Coedo según el INE español:
| Gráfica de evolución demográfica de Coedo entre 2000 y 2022 |
|                                                             |
| Datos según el nomenclátor publicado por el INE.            |